# Vironchaux
Vironchaux (picardisch: Vironcheu) ist eine nordfranzösische Gemeinde mit 507 Einwohnern (Stand 1. Januar 2022) im Département Somme in der Region Hauts-de-France. Die Gemeinde liegt im Arrondissement Abbeville und ist Teil der Communauté de communes Ponthieu-Marquenterre und des Kantons Rue.

## Geographie
Die Gemeinde liegt auf der Hochfläche des Ponthieu rund fünf Kilometer nordwestlich von Crécy-en-Ponthieu. Zu ihr gehören die Gehöfte Le Grand Mezoutre und Le Petit Mezoutre im Nordosten, Le Tronquoi im Nordwesten, der Weiler Le Cornet nordwestlich der Kerngemeinde. Das Gemeindegebiet gehört zum Regionalen Naturpark Baie de Somme Picardie Maritime.

## Geschichte
Funde weisen auf eine Besiedelung in gallischer Zeit hin. Der Templerorden besaß in Vironchaux eine Domäne. 1635 plünderten spanische Truppen den Ort.

## Einwohner
| 1962 | 1968 | 1975 | 1982 | 1990 | 1999 | 2006 | 2011 |
| ---- | ---- | ---- | ---- | ---- | ---- | ---- | ---- |
| 463  | 421  | 440  | 452  | 427  | 383  | 441  | 424  |

## Verwaltung
Bürgermeister (maire) ist seit 2014 Patricia Poupart.

## Sehenswürdigkeiten

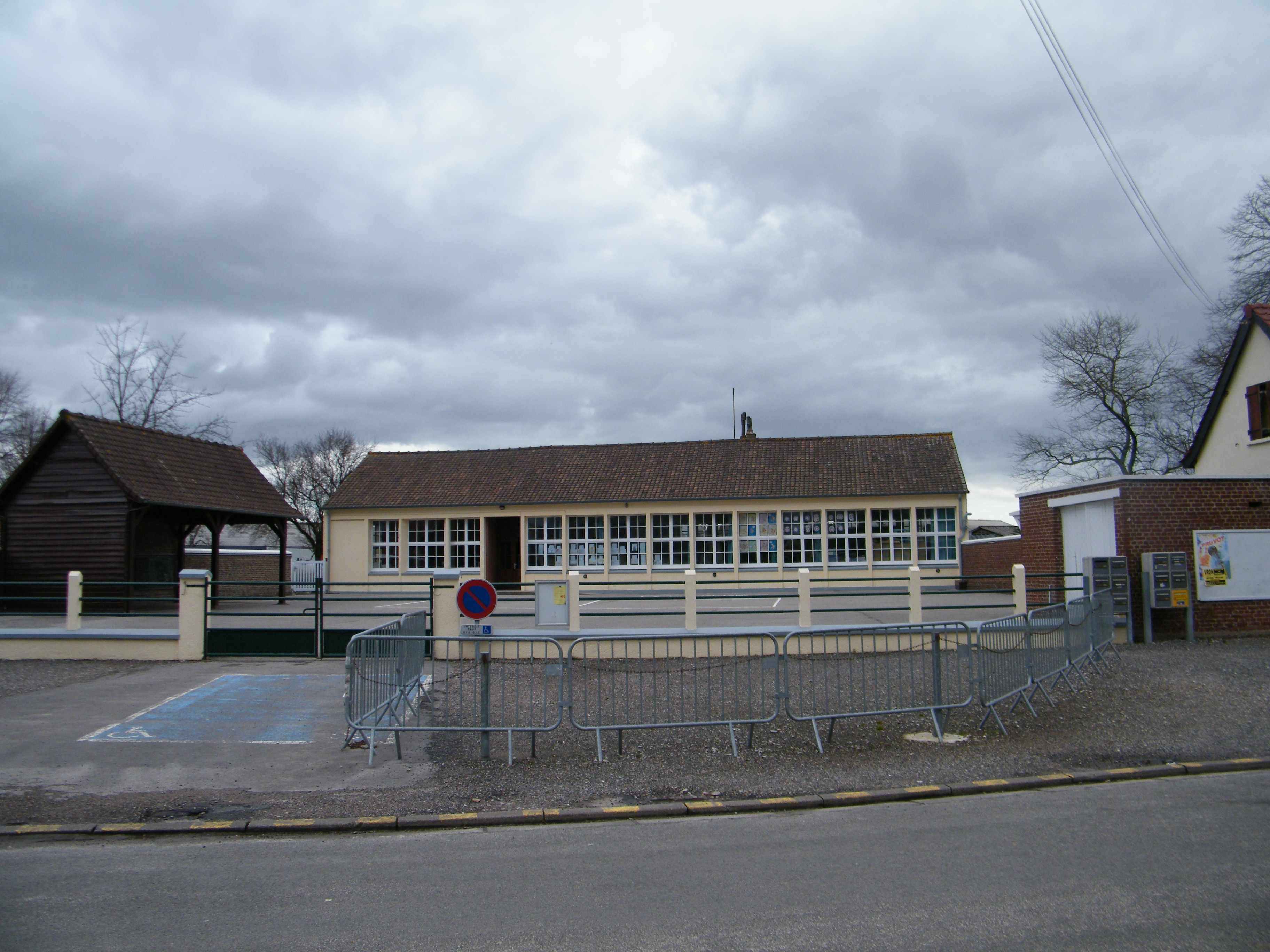
Neue Schule

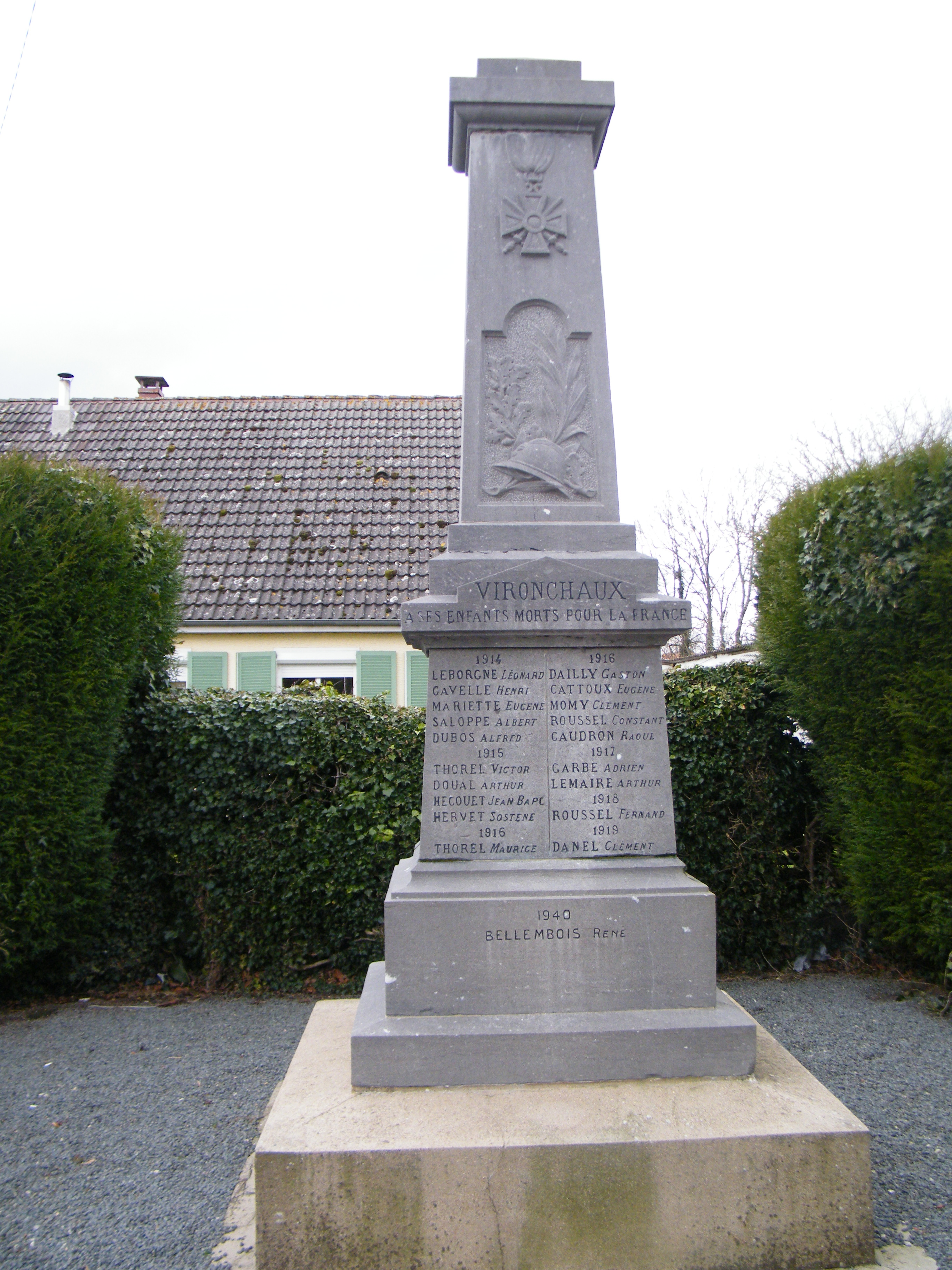
Kriegerdenkmal

- Kirche Saint-Martin
- Kriegerdenkmal

## Persönlichkeiten
- Marthe Boizard, Malerin, hier geboren